# 10,5-cm-Schnelladekanone L/40
Die 10,5-cm-Schnelladekanone L/40 (kurz: 10,5-cm-SK L/40) war ein Schiffsgeschütz der deutschen Kaiserlichen Marine, welches im Ersten Weltkrieg auf Kriegsschiffen und als Küstenartillerie zum Einsatz kam.

## Allgemeines
Das von der Firma Krupp hergestellte Geschütz war bei seiner Einführung, bedingt durch die neu entwickelte Rohrrücklaufbremse, im internationalen Vergleich höchst modern. Beschrieben wurde sie unter anderem in der im Jahre 1908 erschienenen Bedienungsvorschrift mit dem Titel: 10,5 cm Schnelladekanone L/40 in Mittel-, Pivot- und Lafette C/1891.
Sie wurde auf Kleinen Kreuzern, Unterstützungsschiffen und später als Küstenartillerie eingesetzt.
Erhaltene Exemplare werden zum Teil ausgestellt, wie im Memorial Park in Cambridge (NY), in Fort Jesus (Mombasa, Kenia) oder in Südafrika.

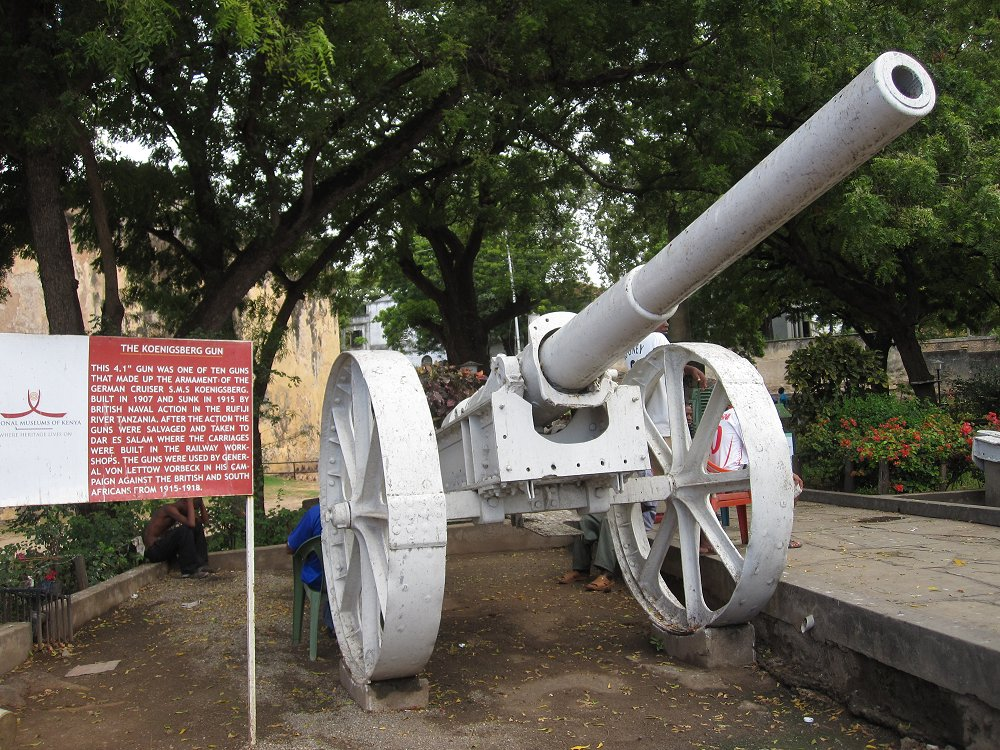
Geschütz der Königsberg, Fort Jesus, Mombasa.
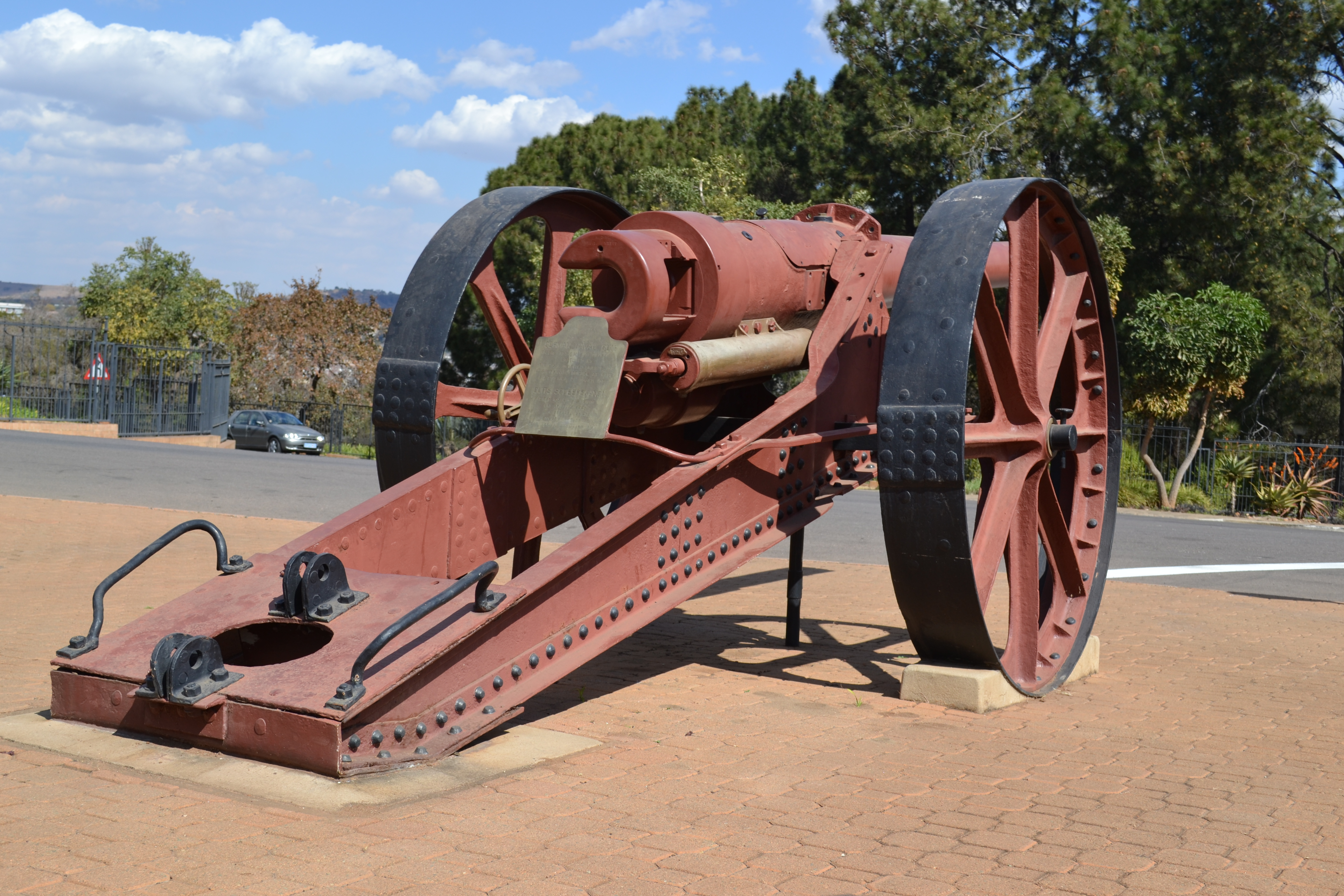
Geschütz der Königsberg am Regierungssitz Union Buildings, Südafrika.